# Майборода, Платон Илларионович
Плато́н Илларио́нович Ма́йборода (укр. Платон Іларіонович Майборода; 1918—1989) — украинский советский композитор, педагог. Лауреат Сталинской премии третьей степени (1950). Народный артист СССР (1979).

## Биография
Родился 1 декабря 1918 года на хуторе Пелеховщина (ныне — в Кременчугском районе, Полтавская область, Украина) в крестьянской семье.
В детстве увлекался игрой на народных инструментах.
По рекомендации Л. Н. Ревуцкого был принят в Киевское музыкальное училище (ныне — Киевский институт музыки имени Глиэра), которое закончил за два года (1936—1938). В 1938 году поступил в Киевскую консерваторию им. П. Чайковского (ныне — Национальная музыкальная академия Украины имени П. И. Чайковского), которую окончил в 1947 году (класс композиции Л. Н. Ревуцкого). Кроме программных занятий, серьёзно изучал украинскую народную песню, слушал лекции по украинскому фольклору в Институте украинского фольклора Академии наук УССР (ныне — Институт искусствоведения, фольклористики и этнологии имени М. Ф. Рыльского НАН Украины), ежегодно участвовал в фольклорных экспедициях.
Участник войны. С лета 1941 года вместе с братом Георгием находились в немецком плену, бежали, работали на заводе. Освобождён РККА 28 января 1945 года. Воевал.
В 1945 году руководил военным Ансамблем песни и танца в Вене (Австрия), откуда вернулся в Киев для завершения музыкального образования.
В 1947—1949 годах преподавал теоретические дисциплины в Киевском музыкальном училище.
Автор хоров и песен (более 200), симфонических произведений, музыки к спектаклям и фильмам. Популярность в народе снискали его песни «Рушник», «Киевский вальс» (обе на слова Андрея Малышко) и др. Песня «Киевский вальс» (1950) стала неофициальным гимном Киева, а мелодия припева была позывным сигналом Киевского радио.
Автор сборника «Украинские народные песни в записях Платона Майбороды» (1986).
С 1947 года — член Союза композиторов Украины.
Платон Майборода умер 8 июля 1989 года в Киеве. Похоронен на Байковом кладбище (участок № 2).

### Семья
- Брат — Георгий Илларионович Майборода (1913—1992), композитор, педагог. Народный артист СССР (1960).
- Жена — Татьяна Васильевна Майборода-Винниченко (род. 1926), певица.

## Награды и звания
- Заслуженный деятель искусств Украинской ССР (1958)
- Народный артист Украинской ССР (1968)
- Народный артист СССР (1979)
- Сталинская премия третьей степени (1950) — за песни «Про Олену Хобту», «Про Марка Озёрного», «Про Марию Лысенко»
- Государственная премия Украинской ССР имени Т. Г. Шевченко (1962)
- Орден Ленина (1960)[4]
- Орден Отечественной войны II степени (1985)[5]
- Орден Трудового Красного Знамени (1982)
- Медаль «В ознаменование 100-летия со дня рождения Владимира Ильича Ленина»
- Медаль «В память 1500-летия Киева»
- Всесоюзный кинофестиваль в Киеве (Первая премия за музыку к фильму «Годы молодые», 1959)
- Диплом «За лучшую песню ХХ ст.» (песня «Рідна мати моя», Киев, 2007)
- Приз Российской академией кинематографических искусств «Ника» за выдающийся вклад в музыку кино (Россия, 2008).
- Гранд-премия «КиноВатсон» (Россия, 2008)[6].

## Творчество

### Сочинения
Для хора и симфонического оркестра:
- Поэма «Тополя» (сл. Т. Шевченко, 1966)
- «Кровь людская — не водица» (сл. О. Никоненко, 1960)
- Оратория «Дума о Днепре» (слова А. Шияна и Т. Масенко, 1954)
- две кантаты (1956, 1974)

Для симфонического оркестра:
- Героическая увертюра (1947)

Другие сочинения:
- Песни и хоры (свыше 200), в том числе о знатных людях Советской Украины — Героях Социалистического Труда: «Про Марию Лысенко», «Про Марка Озерного», «Про Олену Хобту» (сл. А. Ющенко, 1948—1949), «Песня про папанинцев» (сл. Н. П. Бажана), «Песня про Вершигору» (сл. B. Лефтия), «Колхозная песня», «Если ты любишь» (сл. Н. Нагнибеды), «Гимн братству» (сл. М. Рыльского), «Песня о Днепре», «Друзья хорошие мои» (сл. Т. Масенко), «Щорсовская», «Уже заря вечерняя засияла», «Девичья» (сл. А. Ющенко), «Колхозный вальс», «Разлегалися туманы» (сл. А. Новицкого), «Пролягла дороженька», «Журавли», «Песня об Украине», «Колхозний вальс», «Киевский вальс», «Белые каштаны», «Прощальная», «Песня про рушник», «Песня об учительнице», «Ми підем, де трави похилі», «Ти моя вірна любов», «Колискова», «Пісня про козацькі могили», «Гаї шумлять біля потоку», «Моя стежина» (сл. А. Малышко), «Кровь людская — не водица» (сл. О. Никоненко), «Партизанская дума» (сл. М. Стельмаха), «Белые чайки» (сл. А. И. Шияна), «Выростешь ти, сын» (сл. В. Симоненко), «Тополиная баркарола»" (сл. В. Сосюры), «Подвиг», «Родная земля моя» (сл. Д. Луценко), «Не збивай, зозуле, цвіту», «Ти и я — одна семья», «Вспомни свой край» (сл. М. Ткача), «Я до тебе, матусю, у пісні іду» (сл. Т. Мезенцевой), «Минута молчания» (сл. Е. Рубальського), «Відлуння» («Памяті А. Малишка», сл. Б. Олейника), «Шесть их было» (сл. А. Бандурки), «Гимн Киеву» (сл. В. Коротича) и др.
- Обработки народных песен
- Музыка к драматическим спектаклям (15 спектаклей Киевского, Винницкого и Запорожского драматических театров, в том числе «Не суждено» М. Старицкого, «У каждого своя цель» Я. Баша, «Если ты любишь» и «Синие росы» Н. Зарудного, «Де тирса шуміла» А. Шияна, «Правда й кривда» М. Стельмаха и др.) и фильмам[7]

## Фильмография
1. 1956 — Долина синих скал
2. 1957 — Далёкое и близкое
3. 1958 — Гроза над полями
4. 1958 — Смена начинается в шесть
5. 1958 — Годы молодые
6. 1960 — Кровь людская — не водица (совм. со А. Свечниковым)
7. 1961 — Украинская рапсодия
8. 1961 — Дмитро Горицвит
9. 1963 — Люди не всё знают
10. 1969 — Дума о Британке
11. 1973 — Абитуриентка
12. 1974 — Прощайте, фараоны!
13. 1975 — Простые заботы
14. 1977 — Дипломаты поневоле
15. 1979 — Смотрины
16. 1980 — Визит в Ковалёвку

## Память
- В 1989 году имя композитора было присвоено Академическому хору Национальной радиокомпании Украины, Запорожскому музыкальному училищу, Полтавской детской музыкальной школе № 1, одному из теплоходов Главречфлота УССР[8][9].
- В Киеве, на доме по улице Софиевской, 16, где жил композитор установлена мемориальная доска.
- В Киеве, в Центральном государственном архиве-музее литературы и искусств Украины создан мемориальный кабинет (вместе с А. С. Малышко).
- В 2008 году в Шевченковском районе Киева названа улица в честь композитора.